# فرناندو روتشا
فرناندو روتشا (بالبرتغالية: Fernando Rocha‏) هو فكاهي ‏ برتغالي، ولد في يوليو 1975 في بورتو في البرتغال.

## وصلات خارجية
- فرناندو روتشا على موقع ميوزك برينز (الإنجليزية)